# Fedwire
Fedwire ist ein Clearinghaus in Form eines Real-Time-Gross-Settlement-Systems für den elektronischen Zahlungsverkehr auf Basis des US-Dollar in den USA. Das System wird von dem Federal Reserve System betrieben und verbindet Kreditinstitute, das US-Schatzamt und andere Regierungsstellen miteinander. 
Über Fedwire Securities Services, das für die zeitnahe und sichere Durchführung und Regulierung großer Dollarzahlungen geschaffen wurde, erfolgt die Abwicklung durchschnittlicher Transaktionen in Höhe von mehr als 2.600 Milliarden US-Dollar pro Tag. Damit ist Fedwire das zweitgrößte Clearinghaus für Dollar-Transaktionen hinter Clearing House Interbank Payments System (CHIPS), die privatwirtschaftlich organisiert sind und Transaktionen nach dem Netto-Prinzip bündeln. Zusammen decken Fedwire und CHIPS rund 96 % aller großvolumigen Zahlungen in US-Dollar ab.
Mit Fedwire Funds Services steht ein ähnliches System zur Abwicklung des Wertpapierhandels zur Verfügung.
Im Euro-Raum erfüllt das TARGET2-System die gleiche Funktion; allerdings fehlt bei Target2 der regelmäßige Saldenausgleich, der die Risiken einschränkt.